# Алекса Рэй
Алекса Рэй (англ. Alexa Rae, род. 10 декабря 1980 года, Атланта, Джорджия, США) — американская порноактриса, лауреатка премии AVN Awards.

## Биография
Родилась 10 декабря 1980 года в Атланте. Настоящее имя — Мэри Шарптон (Mary Sharpton). Училась в Атланте в католической школе Св. Пия. В юности была заядлым всадником в течение 14 лет и даже принимала участие в национальных конных соревнованиях. Работала танцовщицей в клубе The Gold Club, используя сценическое имя Fantasy.
Дебютировала в порно в 1998 году в фильме Butt Sex 2 в сцене, включающей анальный секс с Дэйвом Хардманом. Вскоре после заключения контракта с Wicked Pictures снялась в своих самых известных фильмах: Crossroads (1999), Dream Quest (2000), Exhibitionist 2 (2000), Spellbound (2000), Gate (2001) и Porn-o-matic 2001 (2001).
Затем расторгла контракт, и подписала не-эксклюзивный контракт с Digital Playground на 2002—2004 гг.
В 2005 году прекращает сниматься в фильмах для взрослых. Снялась в 137 фильмах.
Вне порно появилась в клипе на песню Complicated группы Lo-Ball.

## Премии
- 2003 — AVN Awards: лучшая парная сцена, за Lex the Impaler 2 (вместе с Лексингтоном Стилом)[3]